# Mineevite-(Y)
La mineevite-(Y) è un minerale.